# Melitón Manzanas González
Melitón Manzanas González (Sant Sebastià, 9 de juny de 1909 - Irun, Guipúscoa, 2 d'agost de 1968) va ser policia espanyol i cap de la Brigada Político-Social de Guipúscoa. Fou conegut pel seu zel en la repressió de l'oposició a la dictadura franquista, col·laborador de la Gestapo durant la Segona Guerra Mundial i per haver estat la primera víctima mortal d'un atemptat reivindicat per Euskadi Ta Askatasuna (ETA).

## Biografia
Va estudiar peritatge en la capital donostiarra. El 1936, després de l'esclat de la guerra civil, va ser empresonat per les autoritats republicanes a causa de les seves simpaties amb les tropes revoltades. Va romandre reclòs al Fort de Guadalupe fins a setembre de 1936, quan les tropes revoltades ocuparen la ciutat. S'uní llavors a la guerra fins al final del conflicte. Va ingressar en el Regiment d'Artilleria n.° 3 de Sant Sebastià i en 1938 es va incorporar a la guerra amb les «Fletxes Verdes» fins al final del conflicte.
Va entrar a formar part del Cos General de Policia el 1941, amb el grau d'inspector a Irun, des d'on va passar a la Brigada Político-Social de Guipúscoa, de la qual va acabar sent cap. Durant la Segona Guerra Mundial va col·laborar amb la Gestapo alemanya des del seu càrrec en la policia espanyola. El juliol de 1964 li va ser concedida la Creu del Mèrit Policial amb distintiu vermell, i en el seu expedient constaven unes cinquanta felicitacions per les seves actuacions policials. Molts dels detinguts polítics de diferents ideologies que van caure a les seves mans han coincidit a assenyalar-ho com un torturador brutal. La seva labor policial el va convertir, a ulls dels opositors, en el principal exponent de la repressió de la dictadura franquista al País Basc.
La llista completa no es coneix, però se sap que va torturar María Mercedes Ancheta, Joxe Mari Quesada, Marcelo Usabiaga Jáuregui, José Miguel Calvo Zapata, José Ignacio Huertas Miguel, Víctor Lecumberri, Roberto Cámara, Jesús María Cordero Garmendia, Jerónimo Gallina, Pedro Barroso Segovia, Javier Lapeira Martínez, Regino González Moro, Jorge González Suárez, Francisco Parra, Gaspar Álvarez Lucio, Manuel Mico Bartomeu, Nicolás Txopitea Paradizabal, Esteban Huerga Guerrero, Victoria Castan del Val, Mario Onaindia Natxiondo, Ione Dorronsoro, Ramón Rubial, Timoteo Plaza, Amanci Conde, Juan Agirre, Auspicio Ruiz, María Villar, Carmen Villar, Luis Martín Santos, José Luis López de Lacalle, Xabier Apaolaza, Ildefonso Pontxo Agirre, José Ramón Recalde, Julen Madariaga Agirre, Rafa Albizu, María Jesús Muñoz, Félix Arrieta i Juan José Sainz, entre d'altres.
Per això, i perquè alguns dels seus militants havien estat torturats per Manzanas, la direcció d'ETA va decidir assassinar-lo mitjançant l'Operació Sagarra (Poma en basc). Va ser la primera víctima mortal en un atemptat d'ETA, és a dir, el primer assassinat polític premeditat i planejat per l'organització. El 2 d'agost de 1968 els tres etarres encarregats de donar-li mort el van esperar davant del seu domicili a Irun, el xalet Villa Arana, i li van disparar set trets. L'atemptat va ser reivindicat en una intervenció davant la televisió belga, i l'etarra Xabier Izko de la Iglesia va ser acusat anys més tard de l'assassinat, encara que sempre va negar haver estat ell. L'inspector estava casat i tenia una filla.

## Polèmic reconeixement pòstum
El gener de 2001, el govern de José María Aznar va concedir-li la Reial Ordre de Reconeixement Civil a les Víctimes del Terrorisme a títol pòstum, en aplicació de la llei 32/1999, de 8 d'octubre de solidaritat amb les víctimes del terrorisme, que havia estat aprovada per unanimitat. Aquesta decisió va provocar protestes en diversos sectors de l'oposició, que argumentaren que el "just reconeixement" a les víctimes del terrorisme no podia fer-se "a qualsevol preu" i que la medalla suposava "avalar la trajectòria d'un torturador, lligat a una dictadura inhumana i cruel, que perseguia, empresonava i afusellava persones innocents, que defensaven pacíficament la democràcia i les llibertats", en paraules de Javier Madrazo (coordinador general d'Ezker Batua-Berdeak), així com d'Amnistia Internacional. El Tribunal Suprem d'Espanya avalà la concessió de la medalla desestimant al març de 2003 un primer recurs presentat pel Partit Nacionalista Basc contra la concessió del reconeixement En 2008 va desestimar un nou recurs interposat per l'Associació Catalana per a la Defensa dels Drets Humans. En tots dos casos, el Tribunal va rebutjar l'aplicació retroactiva de llei, en aplicació del que es disposa en l'article 2.3 del Codi Civil, i va proporcionar arguments relatius a «la idea de reconciliació» que va animar la Transició Espanyola.